# Tsienyane
Tsienyane  (también llamada Rakops) es una ciudad situada en el Distrito Central, Botsuana. Se encuentra al suroeste de los Salares de Makgadikgadi. Tiene una población de 6.396 habitantes, según el censo de 2011.